# Russ Howard
Russ Howard, född den 19 februari 1956 i Midland, Ontario, är en kanadensisk curlingspelare.
Han tog OS-guld i herrarnas curlingturnering i samband med de olympiska curlingtävlingarna 2006 i Turin.